# 直线蛇鲭
直线蛇鲭（学名：[Nesiarchus nasutus] 错误：{{Lang}}：文本有斜体标记（帮助）），又名無耙蛇鯖，为蛇鲭科直线蛇鲭属的鱼类。分布於全球熱帶至溫帶海域，棲息深度200-1200公尺。该物种的模式产地在马德拉。體細長而側扁，口大具利齒，鰓耙退化，體色深褐色，鰭膜黑色，體長可達130公分，為外洋性深海魚類，棲息在中底層水域，屬肉食性，以魚類、甲殼類及頭足類為食，可做為食用魚。